# Мулы (Свечинский район)
 Мулы  — деревня в Свечинском районе Кировской области.

## География
Расположена на расстоянии примерно 22 км по прямой на север от районного центра поселка Свеча.

## История
Известна с 1727 года как деревня Мулинская с 5 дворами, в 1764 203 жителя, в 1802 10 дворов. В 1873 году здесь дворов 28 и жителей 204, в 1905 (Мулинская или Мулы) 44 и 290, в 1926 (уже Мулы) 54 и 251, в 1950 35 и 102, в 1989 32 жителя. В 2006-2010 годах находилась в составе Круглыжского сельского поселения, в 2010-2019 Свечинского сельского поселения.

## Население
Постоянное население составляло 26 человек (русские 92%) в 2002 году, 16 в 2010.